# The Zoya Factor
Pour plus de détails, voir Fiche technique et Distribution.
The Zoya Factor est une comédie romantique indienne sortie en 2019. Le film met en vedette Sonam Kapoor et l'acteur Malayali Dulqueer Salman. Ce film, adapté du roman éponyme (en) d'Anuja Chauhan, a été réalisé par Abhishek Sharma et produit par Fox Studios et Adlabs Films.

## Synopsis
Zoya Singh Solanki rencontre l'équipe nationale de cricket indienne dans le cadre de son boulot en tant que cadre dans une agence de publicité et devient le porte-bonheur de l'équipe durant la Coupe du monde de cricket. C'est ainsi qu'elle rencontre le capitaine de l'équipe Nikhil qui ne croit pas en la chance, mais plutôt à l'effort et pense donc que la jeune femme est une distraction pour l'équipe.

## Fiche technique
- Titre : The Zoya Factor
- Réalisateur : Abhishek Sharma
- Scénario : Neha Rakesh Sharma
- Dialogues : Pradhuman Singh
- Musique : Amit Trivedi
- Bande originale :
- Parolier :
- Photographie : Aseem Mishra
- Montage : Steven H. Bernard
- Production : Fox Studios et Adlabs Films
- Langue : hindi
- Pays d'origine :  Inde
- Date de sortie : 20 septembre 2019 [2]
- Format : Couleurs
- Genre : Comédie dramatique et romance
- Durée : 134 minutes
- Date de sortie :
  - Inde : 20 septembre 2019

## Distribution
- Dulquer Salmaan : Nikhil khoda
- Modèle:Sonam Kapoor : Zoya Singh Solanki
- Sikandar Kher (en) : Zoravar Singh Solanki, frére de Zoya
- Sanjay Kapoor (en) : Vijayendra Singh Solanki, père de Zoya
- Angad Bedi (en) : Robin Rawal
- Saurabh Shukla (en) : père de Nikhil
- Koel Purie : Monika
- Shoaib Ahmed : Dabbu
- R. Bhakti Klein : Wes Hardin